# 康拉德·布科维茨基
康拉德·布科维茨基（波蘭語：Konrad Bukowiecki，波兰语发音：[ˈkɔnrad bukɔˈvjɛt͡ski]；1997年3月17日—），波兰男子田径运动员，主要参加铅球。他曾在2017年欧洲室内田径锦标赛和2014年世界青年田径锦标赛上赢得金牌。他一开始也在2016年世界青年田径锦标赛获得冠军，但因为未能通过药检而被取消资格。